# Чикава, Варлам Михайлович
Варлам Михайлович Чикава (1906 год, Зугдиди, Кутаисская губерния, Российская империя — неизвестно, Зугдиди, Грузинская ССР) — заведующий районным отделом сельского хозяйства Зугдидского района, Грузинская ССР. Герой Социалистического Труда (1948).

## Биография
После окончания сельскохозяйственного института трудился на различных ответственных должностях в сельском хозяйстве Грузинской ССР. В последующем был назначен директором Зугдидской МТС (преемник — Мамия Онисимович Дочия). За успешное руководство в годы Великой Отечественной войны был награждён в 1946 году Орденом «Знак Почёта».
В послевоенные годы назначен заведующим районным отделом сельского хозяйства Зугдидского района. Занимался восстановлением сельскохозяйственного производства в районе. В 1947 году обеспечил своим руководством перевыполнение в целом по району планового сбора кукурузы на 35,3 %. Указом Президиума Верховного Совета СССР от 21 февраля 1948 года удостоен звания Героя Социалистического Труда за «получение высоких урожаев кукурузы и пшеницы в 1948 году» с вручением ордена Ленина и золотой медали «Серп и Молот» (№ 814).
Этим же Указом званием Героя Социалистического Труда были награждены первый секретарь Зугдидского райкома партии Маманти Илларионович Пачкория, председатель Зугдидского райисполкома Давид Михайлович Джичоная, главный районный агроном Давид Ноевич Кухианидзе и 18 тружеников различных колхозов Зугдидского района.
После выхода на пенсию проживал в Зугдиди. С 1968 года — персональный пенсионер союзного значения. Дата смерти не установлена.
Награды
- Герой Социалистического Труда
- Орден Ленина
- Орден «Знак Почёта» (24.02.1946)
- Медаль «За трудовую доблесть» — дважды (24.02.1941; 07.01.1944)